# تلمبه باقری (بردسیر)
تلمبه باقری یک منطقهٔ مسکونی در ایران است که در دهستان نگار واقع شده‌است. تلمبه باقری ۱۹ نفر جمعیت دارد.